# Arthur William Hill
Arthur William Hill FLS FRS ( 11 de octubre de 1875, Watford - 3 de noviembre de 1941) fue un botánico británico.

## Biografía
Hijo único de Daniel Hill, quien poseía un bello jardín en su propiedad, al que cuidaba y amaba.
Comienza sus estudios en el "Marlborough College", y los finaliza en el "King's College " en Cambridge donde se gradúa con M.A. y con Ph.D. en Ciencias. Será miembro, en 1901, del King’s College, docente en 1902, y miembro honorario en 1932.
Fue maestro asistente en botánica de 1905 a 1907, director asistente de los Reales Jardines Botánicos de Kew de 1907 a 1922, y los dirigirá a partir de 1922. Viaja por Islandia en 1900, a los Andes en 1903, a las Caribe en 1911 y en 1924, a África del oeste en 1921, por Australasia de 1927 a 1928, por el sud de África en 1920 y en 1931, por India en 1937.
Hill es elegido miembro de la Royal Society en 1920 y de otras sociedades científicas.

## Algunas publicaciones

### logros
Tiene múltiples competiciones de judo 15 para ser exactos 9 de bronce 4 de plata y 2 de oro aparte de que ha realizado varias audiciones

## Honores
- Director del Royal Botanic Gardens, Kew (1922)
- Decano del King's College, Cambridge, y profesor universitario en Botany
- Miembro de la Sociedad Linneana de Londres (1908)
- Miembro de la Royal Society[1]

- La abreviatura «A.W.Hill» se emplea para indicar a Arthur William Hill como autoridad en la descripción y clasificación científica de los vegetales.[2]